# 卡布拉非鯽
卡布拉非鯽，為輻鰭魚綱鱸形目隆頭魚亞目慈鯛科的其中一種，被IUCN列為極危保育類動物，分布於非洲加彭、赤道幾內亞、剛果共和國、剛果民主共和國及安哥拉沿岸淡水流域，體長可達37公分，棲息在中底層水域，生活習性不明。

## 擴展閱讀
維基物種上的相關：卡布拉非鯽